# Swartz Creek
Swartz Creek är en ort i Genesee County, Michigan, USA. Det är en förort till staden Flint.